# Эпидемия: Вирус-32
«Эпидемия: Вирус-32» (исп. Virus 32) — аргентино-уругвайский фильм ужасов 2022 года, снятый режиссёром Густаво Эрнандесом.
Премьера в России — 11 мая 2023 года (дистрибьютор Russian World Vision).

## Сюжет
Молодая женщина по имени Ирис работает ночным сторожем, она должна присматривать за заброшенным спортивным клубом. С мужем Хавьером она разошлась несколько лет назад после гибели их младшего сына. С дочерью Татой восьми лет они проводят время по очереди. Однажды, забыв о том, что она должны быть с Татой, Ирис вынуждена взять девочку с собой на ночную смену. В это время в городе начинается эпидемия вируса, который превращает заражённых в «ходячих мертвецов», убивающих всё живое, однако Ирис до поры не знает про это. Между тем, в здании, где находится она с дочерью, уже появляются какие-то люди.
Ирис оставляет Тату в спортзале и рацией, а сама обходит огромное пространство спортклуба. Она также может наблюдать за Татой через камеру слежения. На Ирис нападает заражённый мужчина, на её глазах жестоко убивающий кошку. Ирис также видит в окно, как заражённые нападают на людей на улице. Она замечает, что после убийства заражённые на протяжении 32 секунд утихают и бездействуют. В комнате с камерами Ирис замечает, что Тата исчезла из спортзала. Она начинает искать дочь, избегая при этом столкновения с заражёнными, которых в здании становится всё больше. В какой-то момент Ирис спасает от нападения заражённого мужчина по имени Луис, который, как выясняется, знает, где находится Тата, но предлагает Ирис сначала помочь ему с принятием родов у его жены. Ирис соглашается на предложение Луиса, однако вскоре понимает, что жена Луиса на самом деле заражена: Луис привязал её к креслу-каталке и надеется спасти ребёнка.
В помещении бассейна Ирис видит смертельно раненого Хавьера, бывшего мужа, который, вероятно, решил прийти на помощь Ирис и Тате, узнав об эпидемии. Он умирает, и бассейн подвергается нападению множества заражённых, от которых Луис и Ирис пытаются укрыться, разбросав дымовые шашки. Луис также сообщает Ирис, что заражённые не умеют плавать и тонут. Позже, добравшись до комнаты с аптечкой, Луис и Ирис принимают роды у жены Луиса, причём ребёнок оказывается не заражённым. Луису приходится убить жену, поскольку она попыталась убить ребёнка. После этого он говорит Ирис, что её дочь в котельной. Направившись туда, Ирис находит труп мужчины и обгоревший труп девочки в печи. Решив, что это Тата, Ирис пытается покончить с собой. но затем решает поискать ещё, и находит Тату живой в одной из комнат. Оказалось, что Тата встретила мужчину с девочкой, на которых потом напали заражённые.
Ирис и Тата пытаются выбраться наружу, чтобы попасть в порт. В подземелье они встречают умирающего Луиса с ребёнком, который просит их позаботиться о ребёнке. Появляется заражённый, с которым Ирис столкнулась в самом начале — он отследил её путь по камерам. Ирис просит Тату бежать, когда заражённый застынет на 32 секунды, и бросается с ним в бой. Однако Тата не хочет покидать её и, когда израненная Ирис падает, убивает заражённого при помощи степлера. Ирис и Тата, взяв ребёнка уже умершего Луиса, выходят в порт, чтобы найти лодку и уплыть. Тем временем показано, что город захвачен заражёнными, а якобы мёртвый заражённый, утонувший в бассейне, приходит в себя и выныривает.

## В ролях
- Паула Сильва — Ирис
- Даниэль Эндлер — Луис
- Пилар Гарсия — Тата
- Франко Рилла — Хавьер
- София Гонсалес — Мириам
- Расджид Сезар — директор
- Анаиси Брюнет — Ники
- Тициано Нуньес — Николас

### Роли дублировали
- Екатерина Ландо — Ирис
- Александр Васильев — Луис
- Ниёле Яушева — Тата

## Награды и номинации
| Список наград и номинаций | Список наград и номинаций                         | Список наград и номинаций      | Список наград и номинаций | Список наград и номинаций | Список наград и номинаций |
| Дата                      | Премия                                            | Категория                      | Номинант                  | Итог                      | Примечания                |
| ------------------------- | ------------------------------------------------- | ------------------------------ | ------------------------- | ------------------------- | ------------------------- |
| 2022                      | Брюссельский кинофестиваль фантастических фильмов | «Серебряный ворон» (приз жюри) | Virus 32                  | Победа                    | [ 1 ]                     |

## Критика
Фильм получил в основном положительные отзывы. На основе 22 профессиональных обзоров, собранных Rotten Tomatoes, рейтинг «свежести» составляет 95 %.
Российский кинокритик Станислав Зельвенский включил «Эпидемию: Вирус-32» в свой список «Лучшие хорроры 2022 года».

### Рецензии
- Владислав Шуравин. Рецензия на фильм «Эпидемия: Вирус-32» — стильный зомби-хоррор о материнской любви (Film.ru)
- Андрей Волков. «Эпидемия: Вирус-32»: зомби-апокалипсис в Уругвае (RussoRosso)
- Jorge Montiel. Virus: 32, una película de zombis sueltos en Montevideo (Clarín)
- Никита Никитин. В Монтевидео идёт дождь (Horrorzone)
- Сергей Агеев. Рецензия на фильм «Вирус-32» — аргентино-уругвайский зомби-хоррор  (Fatcatslim.ru)
- Олег Бочаров. Стоит ли смотреть уругвайский хоррор «Эпидемия: Вирус 32» (MAXIM)